# Ilybius adygheanus
Ilybius adygheanus är en skalbaggsart som beskrevs av Petrov, Shapovalov och Hans Fery 2010. Ilybius adygheanus ingår i släktet Ilybius och familjen dykare. Inga underarter finns listade i Catalogue of Life.